# Коммунистическая партия Непала (Машал)
Коммунистическая партия Непала (Машал) (непальск. नेपाल कम्युनिष्ट पार्टी (मशाल)) — подпольная коммунистическая партия Непала маоистского толка, активная в 1980-х. КПН (Машал) была образована в ноябре 1984 года после раскола Коммунистической партии Непала (Масал). И «Масал», «Машал» являются разными вариантами прочтения слова, обозначающего «факел» или «пылающий факел».

## История
Новая партия была основана на прошедшем в Горакхпуре (Индия) в числе 200 делегатов «Пятом съезде» — в порядке нумерации после съезда, давшего название Коммунистической партии Непала (Четвёртого съезда). Было трудно определить какие-либо серьёзные идеологические расхождения — вероятно, раскол был вызван недовольством авторитарным стилем Мохана Бикрама Сингха (вскоре, в 1985 г., его по этой причине в третий раз исключат из собственной партии).
Генеральным секретарём новой партии стал Мохан Байдья (псевдоним «Киран»). Другими членами ЦК, избранными на конференции в Горакхпуре, были Читра Бахадур К. Ч., Рамсингх Шрис, Бхайрав Регми, Говиндсингх Тхапа, Пушпа Камал Дахал, Кхамбасингх Кубар, Бачаспати Девкота, Ч. П. Гаджурел, Дев Гурунг, Ишвари Дахал, Бишну Похрел и Бхакта Бахадур Шрестха.
Дробления внутри КПН (ЧС) / КПН (Масал) / КПН (Машал) постигли и аффилированные с ними братские организации, например, мощный Всенепальский национальный свободный студенческий союз (Шестой), распавшийся на три фракции. Однако, с другой стороны, избавившись от идеологически промежуточных групп, возможность самостоятельного революционного развития в Непале получал маоизм. В 1986 году КПН (Машал) переформулировала свою идеологию с «марксизма-ленинизма-идеи Мао Цзэдуна» на «марксизм-ленинизм-маоизм».
В том же году партия инициировала неудавшееся вооружённое восстание, которое стало известно как «Инцидент в секторе». Скромными результатами этой первой провальной попытки стали серия нападений на несколько полицейских участков и окрашивание статуи короля Трибхувана чёрной краской. Этот инцидент подвергся критике в рядах партии, что в конечном итоге привело к отставке Мохана Байдьи и других членов партийного руководства.
Смена руководства сделала новым генеральным секретарём партии Пушпу Камала Дахала (товарища Прачанду).
Во время народного восстания против королевского режима в 1990 году КПН (Машал) и КПН (Масал) объединились вокруг Объединённого национального народного движения, возникшего как ответ на Объединённый левый фронт более умеренных коммунистических партий, обвиняя тот в предательстве протестного движения посредством компромиссов.
В 1991 году КПН (Машал) объединилась с Коммунистической партией Непала (Четвёртый съезд) и образовала Коммунистическую партию Непала (Центр единства). Та, в свою очередь, слилась с КПН (Масал) в Коммунистическую партию Непала (Центр единства — Масал) в 2002 году.
Однако к этому моменту радикальное большинство КПН (Центр единства) во главе с Прачандой и Бабурамом Бхаттараи ещё в 1994 году отделилось в Коммунистическую партию Непала (маоистскую), развязавшую полномасштабную войну против королевского правительства.

## Социальный анализ
Партия считала Непал полуфеодальной и полуколониальной страной. К дружественным классам она относила пролетариат, крестьян (от бедных до богатых), мелкую буржуазию и национальную буржуазию, а классовыми врагами — крепостников (феодальных помещиков) и компрадорско-бюрократических капиталистов.